# 함안 백암사 석조여래좌상
함안 백암사 석조여래좌상(咸安 白岩寺 石造如來坐像)은 대한민국 경상남도 함안군 함안면 북촌리, 백암사에 있는 남북국 시대 신라의 불상이다. 2011년 4월 28일 경상남도의 문화재자료 제529호로 지정되었다.

## 지정 사유
함안 백암사 석조여래좌상은 대좌에 표현된 문양과 연잎의 표현방식으로 미루어 통일신라대인 9세기에 제작되었다고 판단된다. 불상의 변형과 파손 등이 확인되나 전승에 대한 의미와 제작연대의 중요성으로 미루어 그 가치가 인정된다.

## 참고 자료
- 함안 백암사 석조여래좌상 - 국가유산청 국가유산포털
- 함안 백암사 석조여래좌상 - 함안군